# Midtec Sports Cars
Midtec Sports Cars war ein britischer Hersteller von Automobilen.

## Unternehmensgeschichte
Terry Mulloy gründete 1989 das Unternehmen in Leicester in der Grafschaft Leicestershire. Er übernahm ein Projekt von Kitdeal und begann mit der Produktion von Automobilen und Kits. Der Markenname lautete Midtec. 1997 endete die Produktion. Stuart Taylor Motorsport und später Midway Sportscars setzten die Produktion unter eigenen Markennamen fort.

## Fahrzeuge
Das erste und bestverkaufte Modell war der Spyder, entworfen von Lee Noble bei Kitdeal. Dies war ein offener Zweisitzer. Der Motor war längs hinter den Sitzen montiert. Verschiedene Motoren von Ford und Renault trieben die Fahrzeuge an. Von diesem Modell entstanden insgesamt etwa 32 Exemplare.
Der Calico war eine eigene Entwicklung. Dies war ebenfalls ein zweisitziger Roadster. Viele Teile, so auch der Motor, kamen vom Ford Sierra. Scheinwerfer und Rückleuchten stammten vom Vauxhall Corsa. Dieses Modell fand zwischen 1994 und 1996 etwa vier Käufer.
Außerdem fertigte Midtec zwischen 1992 und 1997 den Midas Bronze, den zuvor Midas Cars herstellte.